# Carles Ferrer i Salat
Carles Ferrer i Salat (Barcelona, 1931 - 18 d'octubre de 1998) fou un economista, esportista, empresari i dirigent esportiu català, un dels més destacats del segle xx.
Com a esportista va destacar en la pràctica del tennis, com a empresari i economista va tenir importància rellevant, ja que fou impulsor i fundador de la Confederació Espanyola d'Organitzacions Empresarials (CEOE) i com a dirigent esportiu va participar activament en la consecució dels Jocs Olímpics de Barcelona l'any 1992 i de la renovació i modernització de l'esport espanyol que va obtenir destacats resultats en aquella ocasió i en les següents olimpíades i competicions.

## Biografia
Va néixer el 22 de març de 1931 a la ciutat de Barcelona en una família industrial catalana vinculada amb l'activitat química i alimentària des de les darreries del segle xix. Era el fill petit de Francesc Ferrer Diví i Josefa Salat Comas. Va estudiar enginyeria química obtenint la diplomatura l'any 1953, tot i que posteriorment va cursar les carreres d'economia, i de Filosofia i Lletres. La seva passió, però, fou l'esport, i en especial el tennis, en el qual va participar de forma professional fins a un any després de la seva diplomatura i va arribar a ser campió d'Espanya. A partir d'aquest moment va començar a participar en l'activitat industrial i econòmica. Es casà amb Blanca Serra di Migni, amb qui tingués dos fills, Beatriu i Sergi.
L'any 1987 fou guardonat amb la Creu de Sant Jordi.
Va morir el 18 d'octubre de 1998 a causa d'una aturada cardíaca al seu domicili de Barcelona.

## Activitat industrial i econòmica
En el camp industrial es va dedicar a la indústria química i farmacèutica on va dirigir diverses empreses i va ser conseller d'algunes multinacionals. La seva activitat principal es va centrar en l'empresa "Laboratorios Ferrer S.L." que el 1975 va esdevenir "Ferrer Internacional S. A.". A més d'aquesta companyia va fundar altres entre les quals destaca "Enclavamientos y Señales, S.A." (EYSSA) que posteriorment s'integraria en la Corporació Industrial Catalana.
En l'activitat econòmica va arribar a ser president del Banc d'Europa i vicepresident de l'Union des Confédérations de l'Industrie et des Employeurs d'Europe (UNICE) i del Comitè Espanyol de la Lliga Europea de Cooperació Econòmica (LECE).
Va ser un dels impulsors i fundadors de la Confederació Espanyola d'Organitzacions Empresarials (CEOE), que va presidir (en dos períodes) des de la seva fundació, al juny de 1977, fins al 1984 quan va ser substituït per José María Cuevas. Aquesta associació empresarial va permetre la integració i organització i les empreses espanyoles en el període de la transició. Va participar com a membre de la Comissió Trilateral i fou el primer president del Cercle d'Economia de Barcelona.
Basà la seva idea d'economia moderna en la competència, en la flexibilitat del sistema, la dràstica contenció de la despesa pública, la potenciació de l'estalvi i la inversió, la moderació dels costos empresarials i energètics i en el foment i la innovació tecnològica. El 1976 fou un dels fundadors del partit Centre Català amb Carles Güell de Sentmenat i Joaquim Molins i Amat, que es presentà a les Eleccions generals espanyoles de 1977 dins la coalició Unió del Centre i la Democràcia Cristiana de Catalunya. La seva actitud liberal va fer que les seves relacions amb el govern del Partit Socialista Obrer Espanyol (PSOE), presidit per Felipe González, es basessin en la pura negociació, tal com ell mateix assenyalava, sense bel·ligerància ni hostilitat. Tenia clar que estava obligat a esforçar-se, al costat del govern socialista, per a treure al país de la crisi que patia però subratllava que: 
| « | però sempre ha de tenir present el Govern que aquesta actitud no suposa, ni de bon tros, ajudar a realitzar un programa socialista | » |

## Carrera esportiva
Com a tennista professional va arribar a ser campió d'Espanya l'any 1953 i des d'aquesta data fins a l'any següent, que abandonà la pràctica professional, va ser membre i el número 1 de l'equip espanyol de la Copa Davis. Així mateix va participar en els torneigs d'internacionals de Wimbledon, Roland Garros i el Godó.
Les seva relació amb l'esport es va mantenir participant en activitats d'organització. El 1985 va ser nomenat membre del Comitè Olímpic Internacional (COI) i president de l'Associació Barcelona Olímpica. El 1987 va ser nomenat president del Comitè Olímpic Espanyol (COE). Des d'aquest lloc va realitzar una tasca de renovació de l'esport espanyol, tal va ser la seva activitat que el seu nom es fa servir per al trofeu que premia la promoció de l'esport a Espanya.
Des de la presidència del COE impulsà el programa ADO, acrònim en castellà d'Associació d'Esports Olímpics, per a la preparació dels esportistes espanyols per als Jocs Olímpics de Barcelona 1992. Aquest programa es basa en el finançament de la preparació d'esportistes d'elit mitjançant fons obtinguts per part d'empreses. El programa ADO va ser un èxit, en aconseguir els esportistes espanyols uns excel·lents resultats a les olimpíades de Barcelona i en les posteriors d'Atlanta (1996).